# Un curé de choc
Un curé de choc est une série télévisée française écrite par Robert Thomas et réalisée par Philippe Arnal en 26 épisodes de 13 minutes, diffusée en 1974 sur la Première chaîne de l'ORTF.

## Synopsis
Un jeune curé roulant à motocyclette, l'abbé Daniel, vient remplacer un vieux curé, troublant ainsi la vie paisible d'un petit village de France. Comme ce curé emploie des méthodes modernes, et qu'il a par ailleurs le goût de l'enquête, il en vient à se transformer en détective et résout une énigme à chaque épisode.

## Distribution
- Jean Sagols : l'abbé Daniel, le curé
- Robert Thomas : le gendarme
- Fernand Sardou : Maximin, le vieux curé
- Muriel Baptiste : Sonia (épisode 3, Le Marié s'envole)[3]
- Maurice Baquet :
- Philippe Castelli :
- Martine Sarcey : la jeune femme
- Blanchette Brunoy : Mme Berton, la pharmacienne
- Christian Alers : Mr Berton, le pharmacien
- Pierre Doris :
- Max Desrau : le bedeau
- Georges Adet :
- Lyne Chardonnet : la trafiquante
- Germaine Delbat :
- Madeleine Barbulée :
- Annette Poivre : Mme Rosa
- Véra De Reynaud :
- Philippe Valauris : le docteur
- Martine Ferrière :
- Bob Asklöf : Hans, le marinier (épisode 17)

## Liste des épisodes
1. Le Nouveau Curé
2. Mon mari a disparu
3. Le Marié s'envole
4. Comme chien et chat
5. Le Trésor de Théo
6. Le Dindon
7. Alibi à vendre
8. Jules et Joseph
9. Perruque blonde et lunettes noires
10. Les Chats
11. L’Oeuf rouge
12. La Cabane fermée
13. Pension pour dames seules
14. Le Pompiste
15. Les Trois Clefs
16. Cocktail surprise
17. La Perle rare
18. Le Retour de la baronne
19. Café noir
20. L’Écuyer de Jeanne d'Arc
21. Hold-up campagnard
22. Un couple sans histoires
23. Un héritier timide
24. Le Miroir aux alouettes
25. La Femme du percepteur
26. La Dame de Bruxelles